# 썩시드
《썩시드》(SuckSeed: Huay Khan Thep, Suckseed)는 태국에서 제작된 차야놉 분프라콥 감독의 2011년 코미디 영화이다. 지라유 라-옹마니 등이 주연으로 출연하였고 지라 말리쿤 등이 제작에 참여하였다.

## 출연

### 주연
- 지라유 라-옹마니
- 파차라 치라치뱃
- 나타샤 나울잠
- 타왓 포른라타나프라세르트

### 조연
- 건 준하왓
- 아웅와라 몽콘사마이

## 기타
- 음향편집: 노파와트 리키퉝
- 미술: 아르카데치 케우코트르